# Bereznyak-Isayev BI-1
El  Bereznyak-Isayev BI-1  va ser un revolucionari avió coet rus, dissenyat per A. I. Bereznyak i A. M. Isayev i desenvolupat uns quants anys abans del més conegut Messerschmitt Me 163. Estava armat amb dos canons de 20 mm i alguns avenços considerables, però aquest model mai va passar per la prova del túnel de vent. A diferència del reactor alemany, el BI-1 no tenia pèrdua de combustible. El problema era que l'aparell començava a vibrar i queia en picat en assolir velocitats properes a la del so, a causa de l'aparició dels efectes de la capa límit. Això li va passar al pilot de proves Grigori Bajchivandzhi, que va perdre el control de l'aparell i va morir. El desenvolupament es va aturar després que entrés en les forces aèries, on va ser usat com planador d'entrenament.

## Història
Dels tres avions coets que les autoritats soviètiques tenien previst estudiar l'any 1939 amb el nom en clau d'Ognevich ("El foc"): l'I-302, el Maliutka i el BI-1, només els dos últims van tenir èxit en l'etapa de proves intensives. Es tractava de desenvolupar un avió interceptor. El projecte va néixer després d'una entrevista del constructor Victor Bolshovitinov i el comissari del poble (ministre) de la indústria aeronàutica Alexei Chachourin amb Ióssif Stalin l'agost de 1941. L'estudi va ser confiat a l'oficina de disseny (OKB) Bolkhovitnov, que s'havia distingit des de la dècada de 1930 amb els seus audaços dissenys d'avions, i liderat pels enginyers Alexander Bereznyak i Alexeï Issaïev, d'aquí l'acrònim BI-1 (Bereznyak-Issaïev) o indiferentment Blichni Istrebitel (caçador de persecució); però amb l'esclat de la invasió de la Unió Soviètica, els dissenyadors només tenien 35 dies per treballar, en comptes dels 3 mesos prevists inicialment. Viktor Bolkhovitnov, que ja estava al capdavant del llançador de coets RP-318-I, es va fer càrrec de la gestió del projecte BI-1.
El motor de coet d'una sola turbina D-1A-1100, dissenyat per Leonid Duchkine i Vladimir Shtokolov, cremava querosè, amb àcid nítric com a oxidant. Les primeres proves de llançament van tenir lloc el 10 de setembre de 1941: el BI-1 va ser llançat des d'altitud per un bombarder Petliakov Pe-2. Aleshores, l'avanç dels exèrcits alemanys i l'evacuació, a partir del 16 d'octubre de 1941, de les fàbriques i tallers més enllà dels Urals, van fer que les proves s'ajornassin uns quants mesos. Finalment, el 27 d'abril de 1942 es va poder dur a terme el primer vol des de terra, i el 15 de maig, el pilot de proves Grigori Bakhtchivandji va realitzar el primer vol autònom, amb el motor complet, en tres minuts i nou segons. El seu vol va acabar en un desastre, ja que una pala de la turbina es va trencar en la fase de descens i la cabina es va omplir de fums tòxics: Bakhtchivandji d'alguna manera va aconseguir aterrar el BI-1 cec i pràcticament fent snorkel. Malgrat el xassís trencat, havia guardat el prototip, que es podria reparar per a més proves.

## Operadors
- Força Aèria Soviètica